# ال لاگو (تگزاس)
ال لاگو، تگزاس (به انگلیسی: El Lago, Texas) یک شهر در ایالات متحده آمریکا با جمعیت ۲٬۷۰۶ نفر است که در تگزاس واقع شده‌است.